# 1966-os Formula–1 belga nagydíj
Az 1966-os Formula–1-es világbajnokság második futama a belga nagydíj volt.

## Futam
A pole-t Surtees szerezte meg a V12-es Ferrari 312-vel Rindt, Stewart, Brabham és Bandini előtt.
Az első kör közepén hevesen elkezdett esni. Bonnier, Spence, Siffert és Hulme mind kiestek. Rindtnek ezután hatalmas megpördülése volt a Masta Kink kanyarban, de nem ütközött semminek és folytatni tudta a versenyt. Stewart, Hill és Bondurant szintén elvesztette uralmát itt. Bondurant kisebb sérülésekkel megúszta, Hill autója sértetlen maradt, de megállt és segíteni próbált Stewartnak, aki megcsúszott és felborult BRM-jével, amelyből szivárgott az üzemanyag. Egy kis szikra is hatalmas tragédiát okozhatott volna. Stewartot előbb kimentették az autóból, mielőtt az lángra robbant volna. Ennek ellenére Stewart kénytelen volt kihagyni a következő versenyt. Az első kör után 7 autó maradt versenyben, a futam elején harc volt az első helyért, amelyet Rindt szerzett meg, később lelassult, majd a 24. körben Surtees visszavette a vezetést, és végül nagy előnnyel győzött Rindt, Bandini, Brabham és Ginther előtt.
| Helyezés | #  | Versenyző       | Csapat/Motor    | Futott körök | Idő/Kiesés oka  | Rajthely | Pontszám |
| -------- | -- | --------------- | --------------- | ------------ | --------------- | -------- | -------- |
| 1        | 6  | John Surtees    | Ferrari         | 28           | 2:09'11,3       | 1        | 9        |
| 2        | 19 | Jochen Rindt    | Cooper-Maserati | 28           | + 42,1          | 2        | 6        |
| 3        | 7  | Lorenzo Bandini | Ferrari         | 27           | + 1 kör         | 5        | 4        |
| 4        | 3  | Jack Brabham    | Brabham-Repco   | 26           | + 2 kör         | 4        | 3        |
| 5        | 18 | Richie Ginther  | Cooper-Maserati | 25           | + 3 kör         | 8        | 2        |
| HN       | 22 | Guy Ligier      | Cooper-Maserati | 24           | Helyezés nélkül | 12       |          |
| HN       | 27 | Dan Gurney      | Eagle-Climax    | 23           | Helyezés nélkül | 15       |          |
| Kiesett  | 15 | Jackie Stewart  | BRM             | 0            | Baleset         | 3        |          |
| Kiesett  | 20 | Jo Bonnier      | Cooper-Maserati | 0            | Baleset         | 6        |          |
| Kiesett  | 16 | Mike Spence     | Lotus-BRM       | 0            | Baleset         | 7        |          |
| Kiesett  | 14 | Graham Hill     | BRM             | 0            | Baleset         | 9        |          |
| Kiesett  | 10 | Jim Clark       | Lotus-Climax    | 0            | Motorhiba       | 10       |          |
| Kiesett  | 8  | Bob Bondurant   | BRM             | 0            | Baleset         | 11       |          |
| Kiesett  | 4  | Denny Hulme     | Brabham-Climax  | 0            | Baleset         | 13       |          |
| Kiesett  | 21 | Jo Siffert      | Cooper-Maserati | 0            | Baleset         | 14       |          |

### Statisztikák
Vezető helyen:
- John Surtees: 7 (1 / 3 / 24-28)
- Lorenzo Bandini: 1 (2)
- Jochen Rindt: 20 (4-23)

John Surtees 4. győzelme, 6. pole-pozíciója, 7. leggyorsabb köre, 3. mesterhármasa (pp, lk, gy)
- Ferrari 40. győzelme.